# 上天草市立今津小学校
上天草市立今津小学校（かみあまくさしりつ いまつしょうがっこう）は、熊本県上天草市松島町合津にある小学校。

## 沿革
- 1875年（明治8年）5月 - 合津・今泉小学校簡易科設置。樋合分教場設置
- 1887年（明治20年）8月 - 合津小学校・今泉小学校と改称
- 1895年（明治28年）4月2日 - 両校に補修科設置
- 1898年（明治31年）4月12日 - 両校合併して今津尋常小学校と改称。合津266番地に新築。樋合分教場を今泉校に移築
- 1902年（明治35年）4月1日 - 今津尋常高等小学校と改称
- 1941年（昭和16年）4月1日 - 今津国民学校と改称
- 1947年（昭和22年）4月1日 - 今津村立今津小学校と改称
- 1955年（昭和30年）4月1日 - 松島村立今津小学校と改称
- 1956年（昭和31年）9月1日 - 松島町立今津小学校と改称
- 1959年（昭和34年）4月1日 - 樋合分校が独立し、樋合小学校となる。
- 2004年（平成16年）- 上天草市立今津小学校と改称
- 2010年（平成22年）- 樋合小学校を統合

## 通学区域
2014年4月1日現在、通学区域は以下の通りである。
- 先辺
- 一番
- 今村
- 北の浦
- 中村
- 合の丸
- 浦山
- 園田
- 松葉
- 西目
- 古園
- 古園団地
- 志賀間

- 合津西の浦
- 御所組
- 馬建
- 国迫
- 稲戸
- 前島
- 今泉東
- 今泉西
- 今泉釜
- 知十
- 後山
- 米山
- 樋合東
- 樋合西
- 永浦

## 進学先中学校
- 上天草市立松島中学校 - 全域